# 四反田素幸
四反田 素幸（したんだ もとゆき、1952年8月26日 - ）は、日本の作曲家、音楽学者。秋田大学名誉教授で、国立大学法人秋田大学理事兼秋田大学副学長を歴任。

## 人物
大阪府生まれ。東京藝術大学で黛敏郎や浦田健次郎に作曲を師事。
秋田大学教育文化学部教授、秋田大学教育文化学部附属幼稚園園長（平成21年まで兼務）、国立大学法人秋田大学理事兼秋田大学副学長などを歴任。
文化庁舞台芸術創作奨励特別賞、昭和60年度笹川賞創作曲コンクール第1位などを受賞。
トロンボーン・ピース・オブ・ザ・イヤー2024作曲賞優勝。

## 代表作
- 独奏十七絃箏のための二章
- パストラル
- 追憶
- 藪の中
- 火の曲
- ドライアドの声
- フェスタルマーチ(日本国民音楽振興財団 1985年度笹川賞創作曲コンクール 吹奏楽曲部門1位)[2]
- 吹奏楽のための幻想曲「壁画」(1989年作曲／2015年改訂／2017年改訂)[3]